# Ensisheim
Pour les articles homonymes, voir Ensisheim (homonymie).
Ensisheim (prononcé [ɛnsisaim]  ; en alsacien Ansa) est une commune du bassin potassique, située dans l'aire d'attraction de Mulhouse et faisant partie de la Collectivité européenne d'Alsace (circonscription administrative du Haut-Rhin), en région Grand Est (France).
Cette commune se trouve dans la région historique et culturelle d'Alsace.

## Géographie

### Localisation
Ensisheim est située entre Mulhouse et Colmar, la ville borde l'autoroute A35. Ensisheim est située dans un bassin potassique, la potasse ayant été exploitée dans la région jusqu'en 2002. Ensisheim fait partie de la Communauté de communes du Centre Haut-Rhin et du pays Rhin-Vignoble-Grand Ballon.
| Ungersheim  | Reguisheim | Munchhouse |
| Pulversheim | Ensisheim  |            |
| Ruelisheim  |            | Battenheim |

### Hydrographie

#### Réseau hydrographique
La commune est dans le bassin versant du Rhin au sein du bassin Rhin-Meuse. Elle est drainée par l'Ill, la Thur, le canal d'evacuation des Mines de Potasse, le canal Vauban, le Dollerbaechlein, le ruisseau Quatelbach, le Thurbaechlein et le Veidruntz,,.
L'Ill, d'une longueur de 217 km, prend sa source dans la commune de Winkel et se jette  dans le Grand Canal d'Alsace à Offendorf, après avoir traversé 68 communes. Les caractéristiques hydrologiques de l'Ill sont données par la station hydrologique située sur la commune. Le débit moyen mensuel est de 10,8 m3/s. Le débit moyen journalier maximum est de 238 m3/s, atteint lors de la crue du 26 mai 1983. Le débit instantané maximal est quant à lui de 296 m3/s, atteint le 15 février 1990.
La Thur, d'une longueur de 53 km, prend sa source dans la commune de Wildenstein et se jette  dans l'Ill sur la commune, après avoir traversé 20 communes. Les caractéristiques hydrologiques de la Thur sont données par la station hydrologique située sur la commune. Le débit moyen mensuel est de 6,11 m3/s. Le débit moyen journalier maximum est de 126 m3/s, atteint lors de la crue du 15 février 1990. Le débit instantané maximal est quant à lui de 153 m3/s, atteint le 14 janvier 2004.
Le canal d'évacuation des Mines de Potasse, d'une longueur de 28 km, est un canal, chenal non navigable qui relie la commune de Staffelfelden à Staffelfelden, où il se jette dans la Thur.
Le canal Vauban, d'une longueur de 24 km, prend sa source dans la commune  et se jette  dans la rigole de Widensohlen à Neuf-Brisach, après avoir traversé 14 communes.
Le Dollerbaechlein, d'une longueur de 18 km, prend sa source dans la commune de Reiningue et se jette  dans l'Ill sur la commune, après avoir traversé neuf communes.
Le Quatelbach, d'une longueur de 15 km, prend sa source dans la commune de Mulhouse et se jette  dans le canal Vauban sur la commune, après avoir traversé six communes.

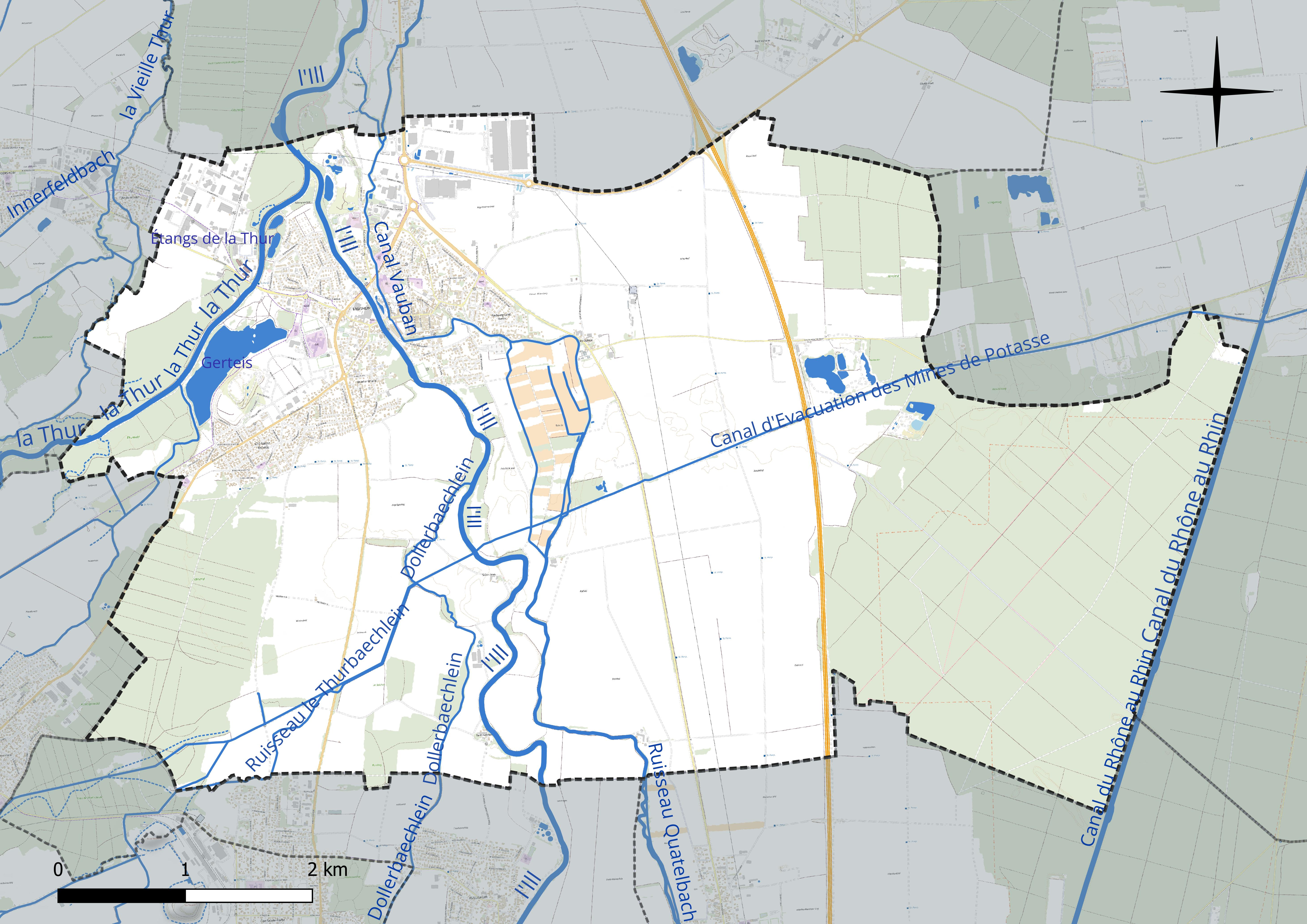
Réseau hydrographique d'Ensisheim.

Deux plans d'eau complètent le réseau hydrographique : Gerteis (22 ha) et les étangs de la Thur (1 ha),.

#### Gestion et qualité des eaux
Le territoire communal est couvert par le schéma d'aménagement et de gestion des eaux (SAGE) « Ill Nappe Rhin ». Ce document de planification concerne la nappe phréatique rhénane, les cours d'eau de la plaine d'Alsace et du piémont oriental du Sundgau, les canaux situés entre l'Ill et le Rhin et les zones humides de la plaine d'Alsace. Le périmètre s’étend sur 3 596 km2. Il a été approuvé le 17 janvier 2005. La structure porteuse de l'élaboration et de la mise en œuvre est la région Grand Est.
La qualité des cours d’eau peut être consultée sur un site dédié géré par les agences de l’eau et l’Agence française pour la biodiversité.

### Climat
Pour des articles plus généraux, voir Climat du Grand Est et Climat du Haut-Rhin.
En 2010, le climat de la commune est de type climat des marges montargnardes, selon une étude du Centre national de la recherche scientifique s'appuyant sur une série de données couvrant la période 1971-2000. En 2020, Météo-France publie une typologie des climats de la France métropolitaine dans laquelle la commune est exposée à un climat semi-continental et est dans une zone de transition entre les régions climatiques « Vosges » et « Alsace ».
Pour la période 1971-2000, la température annuelle moyenne est de 10,4 °C, avec une amplitude thermique annuelle de 17,7 °C. Le cumul annuel moyen de précipitations est de 571 mm, avec 8,4 jours de précipitations en janvier et 9,1 jours en juillet. Pour la période 1991-2020, la température moyenne annuelle observée sur la station météorologique de Météo-France la plus proche, « Colmar-Meyenheim », sur la commune de Meyenheim à 5 km à vol d'oiseau, est de 11,3 °C et le cumul annuel moyen de précipitations est de 595,0 mm. 
La température maximale relevée sur cette station est de 40,9 °C, atteinte le 13 août 2003 ; la température minimale est de −24,8 °C, atteinte le 27 février 1986,,.
| Mois                                  | jan.           | fév.             | mars           | avril           | mai             | juin          | jui.          | août           | sep.          | oct.            | nov.             | déc.            | année      |
| ------------------------------------- | -------------- | ---------------- | -------------- | --------------- | --------------- | ------------- | ------------- | -------------- | ------------- | --------------- | ---------------- | --------------- | ---------- |
| Température minimale moyenne (°C)     | −0,8           | −0,7             | 1,9            | 5,1             | 9,4             | 12,9          | 14,4          | 14             | 10,2          | 6,7             | 2,7              | 0,2             | 6,3        |
| Température moyenne (°C)              | 2,4            | 3,5              | 7,2            | 11,1            | 15,2            | 18,8          | 20,6          | 20,3           | 16,1          | 11,5            | 6,2              | 3,2             | 11,3       |
| Température maximale moyenne (°C)     | 5,6            | 7,6              | 12,6           | 17,1            | 21              | 24,7          | 26,7          | 26,5           | 22            | 16,3            | 9,8              | 6,3             | 16,4       |
| Record de froid (°C) date du record   | −22 19.01.1966 | −24,8 27.02.1986 | −16 01.03.1963 | −7,3 13.04.1986 | −3,1 01.05.1962 | 2,1 03.06.06  | 4 07.07.1962  | 3,2 29.08.1963 | −1 18.09.1971 | −7,6 31.10.1997 | −13,1 23.11.1998 | −19 28.12.1962  | −24,8 1986 |
| Record de chaleur (°C) date du record | 18,6 01.01.23  | 22,7 24.02.21    | 27,3 31.03.21  | 29,7 21.04.18   | 34,7 25.05.09   | 38,6 30.06.19 | 38,7 04.07.15 | 40,9 13.08.03  | 33,8 11.09.23 | 30,7 02.10.23   | 24 07.11.15      | 20,3 16.12.1989 | 40,9 2003  |
| Ensoleillement (h)                    | 713            | 992              | 1 563          | 1 894           | 2 101           | 2 344         | 2 513         | 2 327          | 1 811         | 1 218           | 722              | 626             | 18 822     |
| Précipitations (mm)                   | 33,1           | 30,6             | 34             | 42,8            | 69,8            | 66,2          | 62,8          | 60,8           | 51,3          | 56,8            | 43,6             | 43,2            | 595        |

| Diagramme climatique                                  |             |           |             |           |              |              |            |            |             |            |            |
| J                                                     | F           | M         | A           | M         | J            | J            | A          | S          | O           | N          | D          |
| 5,6−0,833,1                                           | 7,6−0,730,6 | 12,61,934 | 17,15,142,8 | 219,469,8 | 24,712,966,2 | 26,714,462,8 | 26,51460,8 | 2210,251,3 | 16,36,756,8 | 9,82,743,6 | 6,30,243,2 |
| Moyennes : • Temp. maxi et mini °C • Précipitation mm |             |           |             |           |              |              |            |            |             |            |            |

Les paramètres climatiques de la commune ont été estimés pour le milieu du siècle (2041-2070) selon différents scénarios d'émission de gaz à effet de serre à partir des nouvelles projections climatiques de référence DRIAS-2020. Ils sont consultables sur un site dédié publié par Météo-France en novembre 2022.

## Urbanisme

### Typologie
Au 1er janvier 2024, Ensisheim est catégorisée ceinture urbaine, selon la nouvelle grille communale de densité à sept niveaux définie par l'Insee en 2022.
Elle appartient à l'unité urbaine d'Ensisheim, une agglomération intra-départementale regroupant deux  communes, dont elle est ville-centre,,. Par ailleurs la commune fait partie de l'aire d'attraction de Mulhouse, dont elle est une commune de la couronne,. Cette aire, qui regroupe 132 communes, est catégorisée dans les aires de 200 000 à moins de 700 000 habitants,.

### Occupation des sols
L'occupation des sols de la commune, telle qu'elle ressort de la base de données européenne d’occupation biophysique des sols Corine Land Cover (CLC), est marquée par l'importance des territoires agricoles (53,7 % en 2018), en diminution par rapport à 1990 (55,1 %). La répartition détaillée en 2018 est la suivante : terres arables (50,2 %), forêts (33,5 %), zones urbanisées (7,5 %), zones agricoles hétérogènes (3,6 %), mines, décharges et chantiers (3,1 %), zones industrielles ou commerciales et réseaux de communication (1,4 %), espaces verts artificialisés, non agricoles (0,7 %). L'évolution de l’occupation des sols de la commune et de ses infrastructures peut être observée sur les différentes représentations cartographiques du territoire : la carte de Cassini (XVIIIe siècle), la carte d'état-major (1820-1866) et les cartes ou photos aériennes de l'IGN pour la période actuelle (1950 à aujourd'hui).

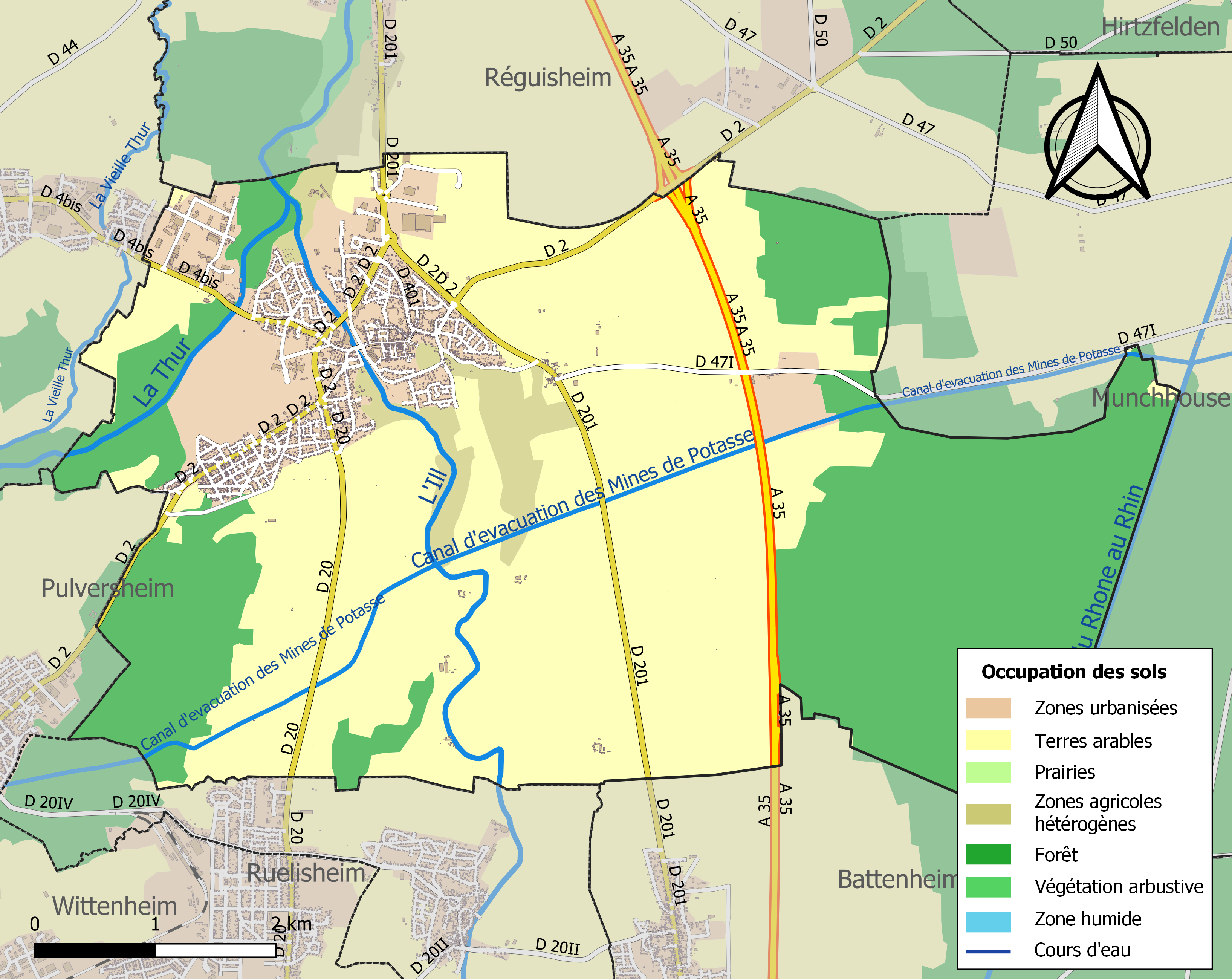
Carte des infrastructures et de l'occupation des sols de la commune en 2018 (CLC).

## Histoire

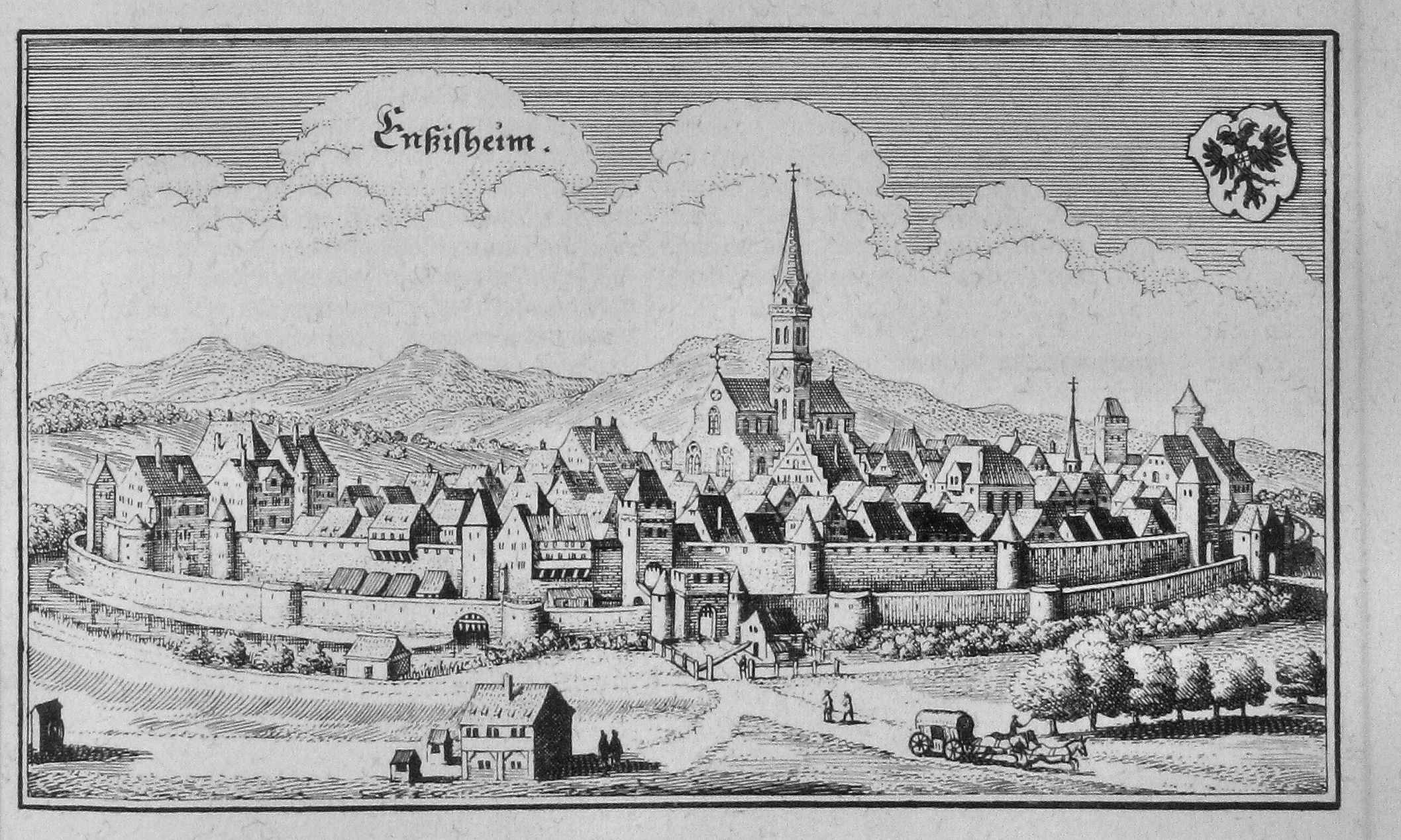
Topographia Alsatiae, Enszisheim

Un tumulus de l'époque de Hallstatt, typique de la culture tumulaire de l'Europe médiane, est mis au jour en 1881, s'il ne comporte apparemment aucun vestige de char de parade, il a livré de l'or ouvragé, notamment un beau torque, un bracelet, un annelet et surtout du ruban fin, qui servaient probablement de placage d'or sur diverses surfaces métallique, textile, céramique ou bois.
Ces objets sont aujourd'hui exposés au musée Unterlinden de Colmar.
Le nom Ensisheim apparaît en 765 sous Enghisehaim, puis en 768 sous Engehisehaim, pour ensuite devenir Ensigesheim en 823, ces noms figuraient dans des donations de terrains. Quant à l'origine du nom, « heim » signifie foyer fiscal, demeure ou chez-soi en langue alémanique, et est associé à une racine plus ancienne Enghise ou Engehise, où certains toponymistes entrevoient un anthroponyme « Enghise » ; toutefois, d'autres explications ont été proposées, par exemple une expression gauloise désignant une simple levée de terre ou hauteur étroite ou anguleuse, où se situe l'habitat construit. Quant à l'étymologie faisant dériver le nom du latin « Ensis » signifiant glaive, c'est un jeu de mots des Humanistes du XVIe siècle, qui n'explique pas les formes anciennes du nom.
Ensisheim n'était qu'une petite agglomération composée de quelques cours colongères propriétés des seigneurs laïcs ou ecclésiastiques dont les tenanciers formaient un « ding », un tribunal, et géraient leurs affaires selon leurs coutumes.
Rodolphe de Habsbourg, le plus connu, construit un château fort : le Koenigsbourg. On peut encore apercevoir des restes de fondation dans le parc de la maison de retraite actuelle. Le rabbin Meïr de Rothenburg y était incarcéré vers la fin du XIIIe siècle.
La ville d'Ensisheim devient en 1431 la capitale de l'Autriche antérieure, entité constituée des dépendances des Habsbourg à l'ouest de l'Arlberg. La paix d'Ensisheim y est signée le 28 octobre 1444.
Le 7 novembre 1492, une météorite tomba dans un champ de blé près du village, dans l'actuel Quartier des Octrois. Elle s'enfonça à plus d'un mètre sous terre. Une fois ramassée, la météorite d'Ensisheim présentait un poids d'environ 127 kg. Elle fut divisée en morceaux, dont un de 55 kg qui resta à la commune ; elle est exposée actuellement au Musée de la Régence.
Le 18 octobre 1615, ouverture d'un collège jésuite à Ensisheim.
En 1658, Ensisheim, devenue française à la suite des traités de Westphalie, fut choisie comme siège du Conseil souverain d'Alsace. En 1674, Ensisheim perdit ce siège au profit de Vieux-Brisach (Breisach-am-Rhein). À la suite du traité de Nimègue (1679), le Conseil souverain d'Alsace fut transféré à Colmar.
Le 20 décembre 1869, Ferdinand Jean Altmeyer, condamné à mort par la Cour d'Assises du Haut-Rhin pour avoir égorgé un codétenu de la maison centrale d'Ensisheim, est guillotiné sur une place publique d’Ensisheim.
Après la prise de Mulhouse, le 21 novembre 1944, Ensisheim fut exposée au feu de l'artillerie et aux bombardements jusqu'au 6 février 1945, date de sa libération par le 21e régiment d'infanterie colonial. Il en est résulté de graves dommages à deux beaux édifices, l'hôtel de la Couronne et l'Hôtel de ville, qui ont été restaurés depuis.
La commune a été décorée, le 11 novembre 1948, de la croix de guerre 1939-1945 avec étoile de bronze.

## Politique et administration

### Découpage territorial
La commune d'Ensisheim est membre de la communauté de communes du Centre Haut-Rhin, un établissement public de coopération intercommunale (EPCI) à fiscalité propre créé le 4 février 2002 dont le siège est à Ensisheim. Ce dernier est par ailleurs membre d'autres groupements intercommunaux.
Sur le plan administratif, elle est rattachée à l'arrondissement de Thann-Guebwiller, à la circonscription administrative de l'État du Haut-Rhin, en tant que circonscription administrative de l'État, et à la région Grand Est.
Sur le plan électoral, elle dépendait jusqu'en 2020 du  canton d'Ensisheim pour l'élection des conseillers départementaux au sein du conseil départemental du Haut-Rhin. Depuis le 1er janvier 2021, elle dépend du même canton pour l'élection des conseillers d'Alsace au sein de la collectivité européenne d'Alsace.

### Finances locales
En 2015, les finances communales était constituées ainsi :
- total des produits de fonctionnement : 7 581 000 €, soit 1 019 € par habitant ;
- total des charges de fonctionnement : 6 169 000 €, soit 830 € par habitant ;
- total des ressources d’investissement : 2 504 000 €, soit 337 € par habitant ;
- total des emplois d’investissement : 2 734 000 €, soit 368 € par habitant ;
- endettement : 3 283 000 €, soit 441 € par habitant.

Avec les taux de fiscalité suivants :
- taxe d'habitation : 11,66 % ;
- taxe foncière sur le bâti : 13,79 % ;
- taxe foncière sur les propriétés non bâties : 43,61 % ;
- taxe additionnelle à la taxe foncière sur les propriétés non bâties : 58,19 % ;
- cotisation foncière des entreprises : 20,89 %.

### Jumelages
- Markdorf (Allemagne) depuis 1974 ;
- Castroville, Texas (États-Unis) depuis 2009 ;
- Otjiwarongo (Namibie) depuis 2011.

## Équipements et services publics

### Enseignement
Un collège public d'enseignement secondaire (le  collège Victor-Schœlcher), deux écoles élémentaires (Jean-Rasser et Mines les prés fleuris) ainsi que trois écoles maternelles (Oréades, Saint-Martin et Mines les pâquerettes) sont installés à Ensisheim.

## Population et société

### Démographie
L'évolution du nombre d'habitants est connue à travers les recensements de la population effectués dans la commune depuis 1793. Pour les communes de moins de 10 000 habitants, une enquête de recensement portant sur toute la population est réalisée tous les cinq ans, les populations de référence des années intermédiaires étant quant à elles estimées par interpolation ou extrapolation. Pour la commune, le premier recensement exhaustif entrant dans le cadre du nouveau dispositif a été réalisé en 2007.

En 2022, la commune comptait 7 362 habitants, en évolution de −1,39 % par rapport à 2016 (Haut-Rhin : +0,66 %, France hors Mayotte : +2,11 %).
| 1793  | 1800  | 1806  | 1821  | 1831  | 1836  | 1841  | 1846  | 1851  |
| ----- | ----- | ----- | ----- | ----- | ----- | ----- | ----- | ----- |
| 1 714 | 1 809 | 1 968 | 1 956 | 2 568 | 2 734 | 3 747 | 3 655 | 3 936 |

| 1856  | 1861  | 1866  | 1871  | 1875  | 1880  | 1885  | 1890  | 1895  |
| ----- | ----- | ----- | ----- | ----- | ----- | ----- | ----- | ----- |
| 4 106 | 3 989 | 3 847 | 3 136 | 3 041 | 3 206 | 2 910 | 2 709 | 2 609 |

| 1900  | 1905  | 1910  | 1921  | 1926  | 1931  | 1936  | 1946  | 1954  |
| ----- | ----- | ----- | ----- | ----- | ----- | ----- | ----- | ----- |
| 2 555 | 2 534 | 2 500 | 2 617 | 3 080 | 4 936 | 3 593 | 3 674 | 4 045 |

| 1962  | 1968  | 1975  | 1982  | 1990  | 1999  | 2006  | 2007  | 2012  |
| ----- | ----- | ----- | ----- | ----- | ----- | ----- | ----- | ----- |
| 4 498 | 5 191 | 5 685 | 5 780 | 6 164 | 6 640 | 6 933 | 6 967 | 7 336 |

| 2017  | 2022  | - | - | - | - | - | - | - |
| ----- | ----- | - | - | - | - | - | - | - |
| 7 508 | 7 362 | - | - | - | - | - | - | - |

## Culture locale et patrimoine

### Lieux et monuments

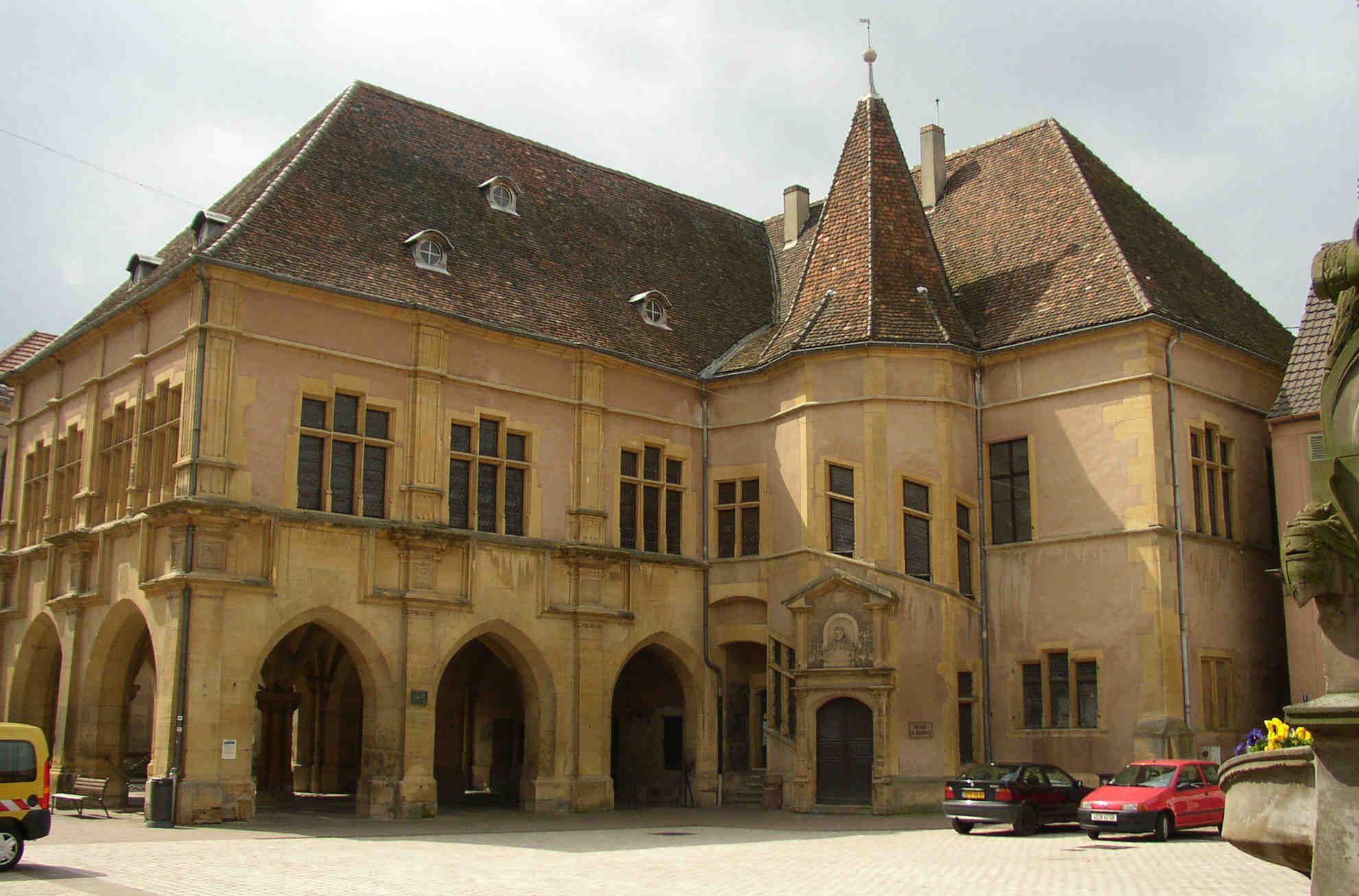
Le Palais de la Régence, construit à la Renaissance, abrite aujourd'hui un musée.
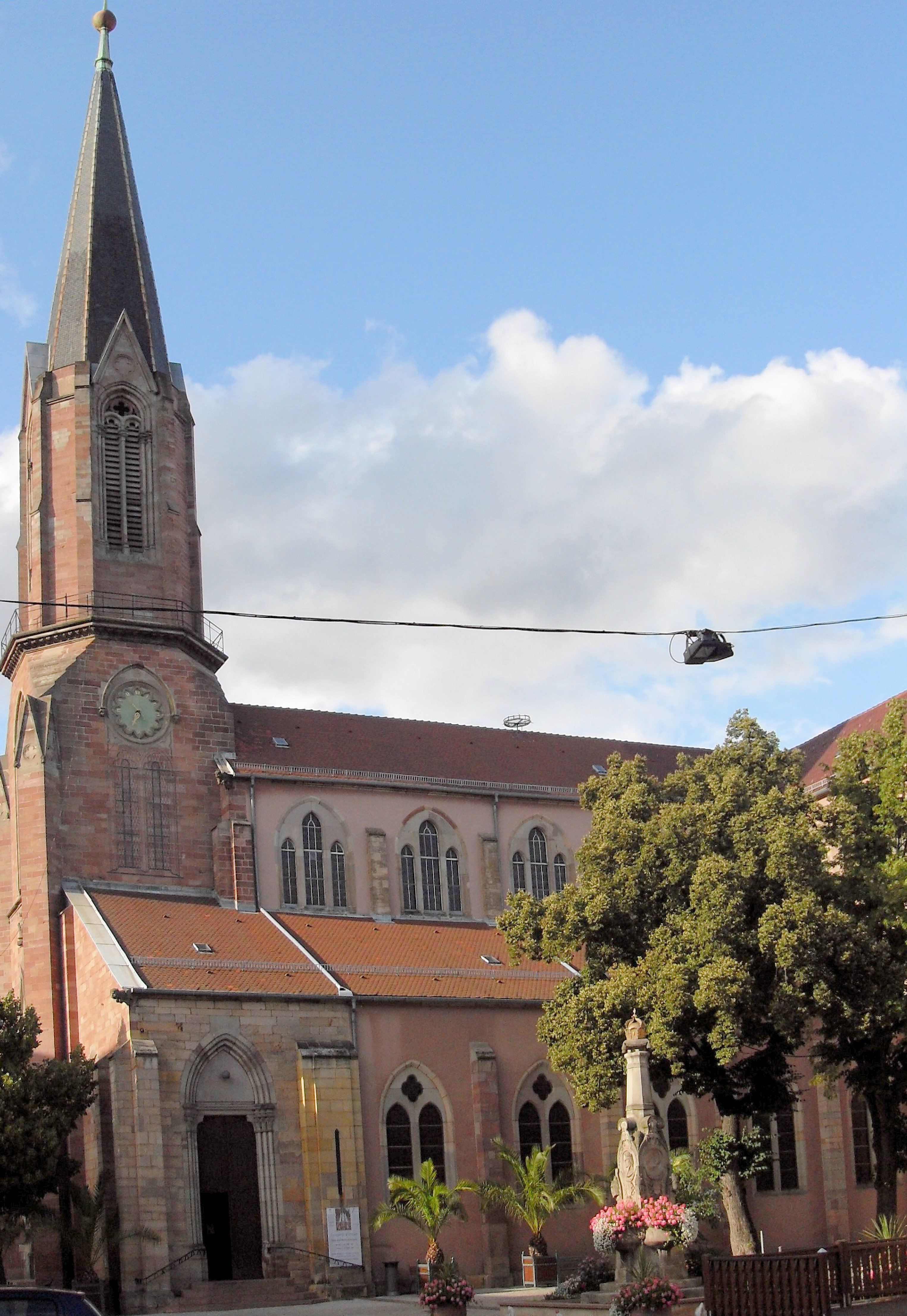
L'église néo-gothique.
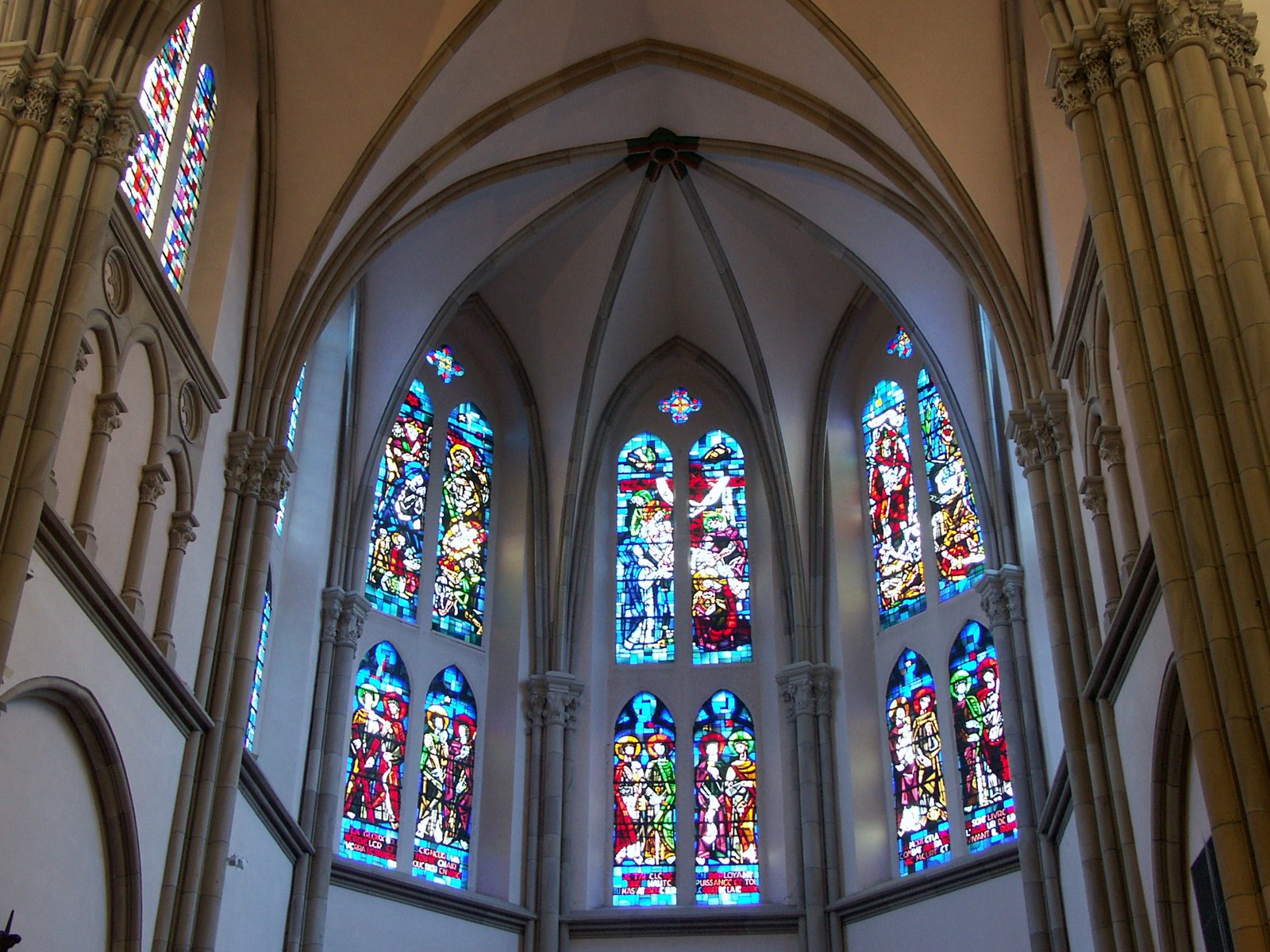
Les vitraux de l’église Saint-Martin.
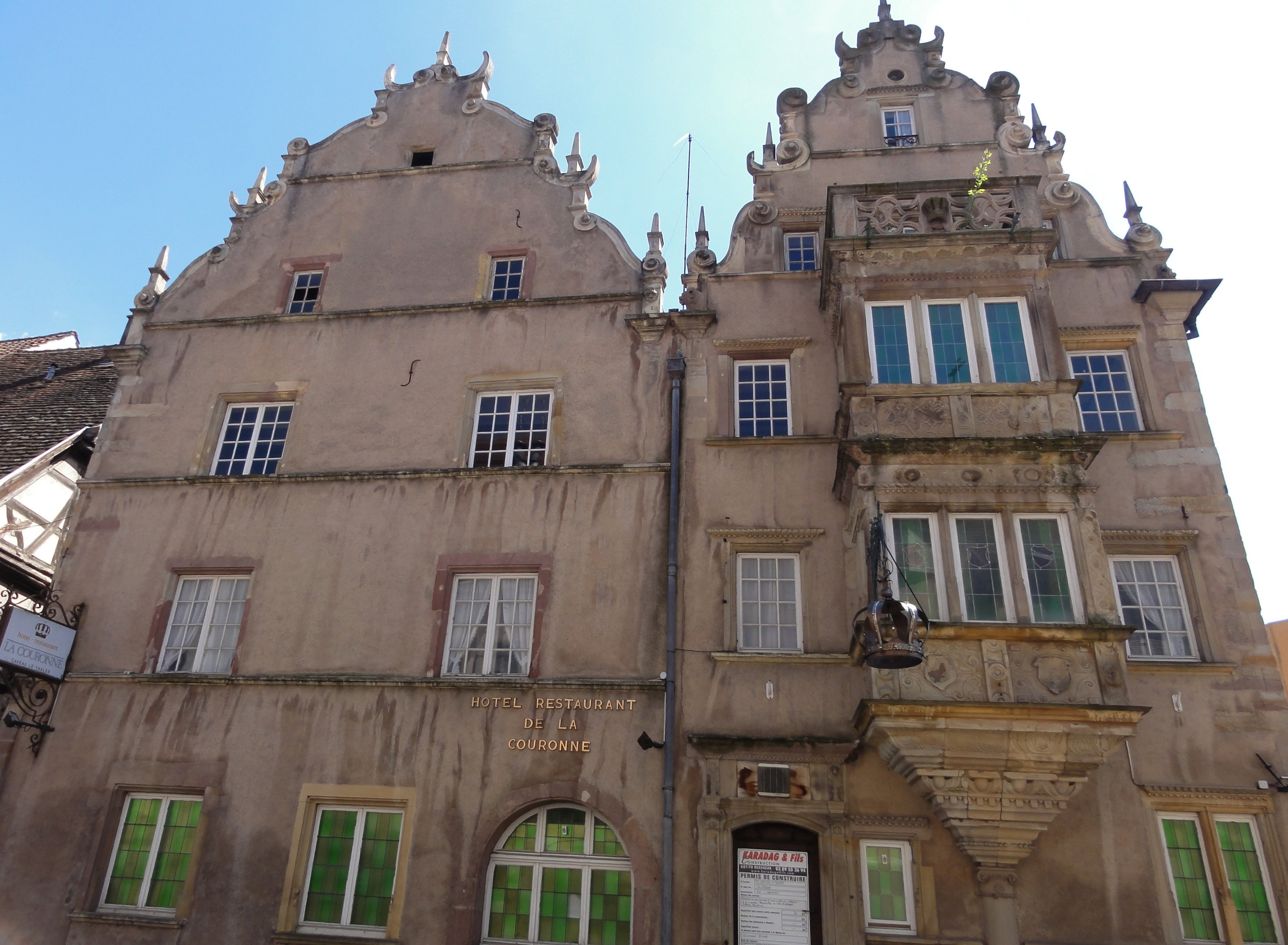
Auberge de la Couronne.
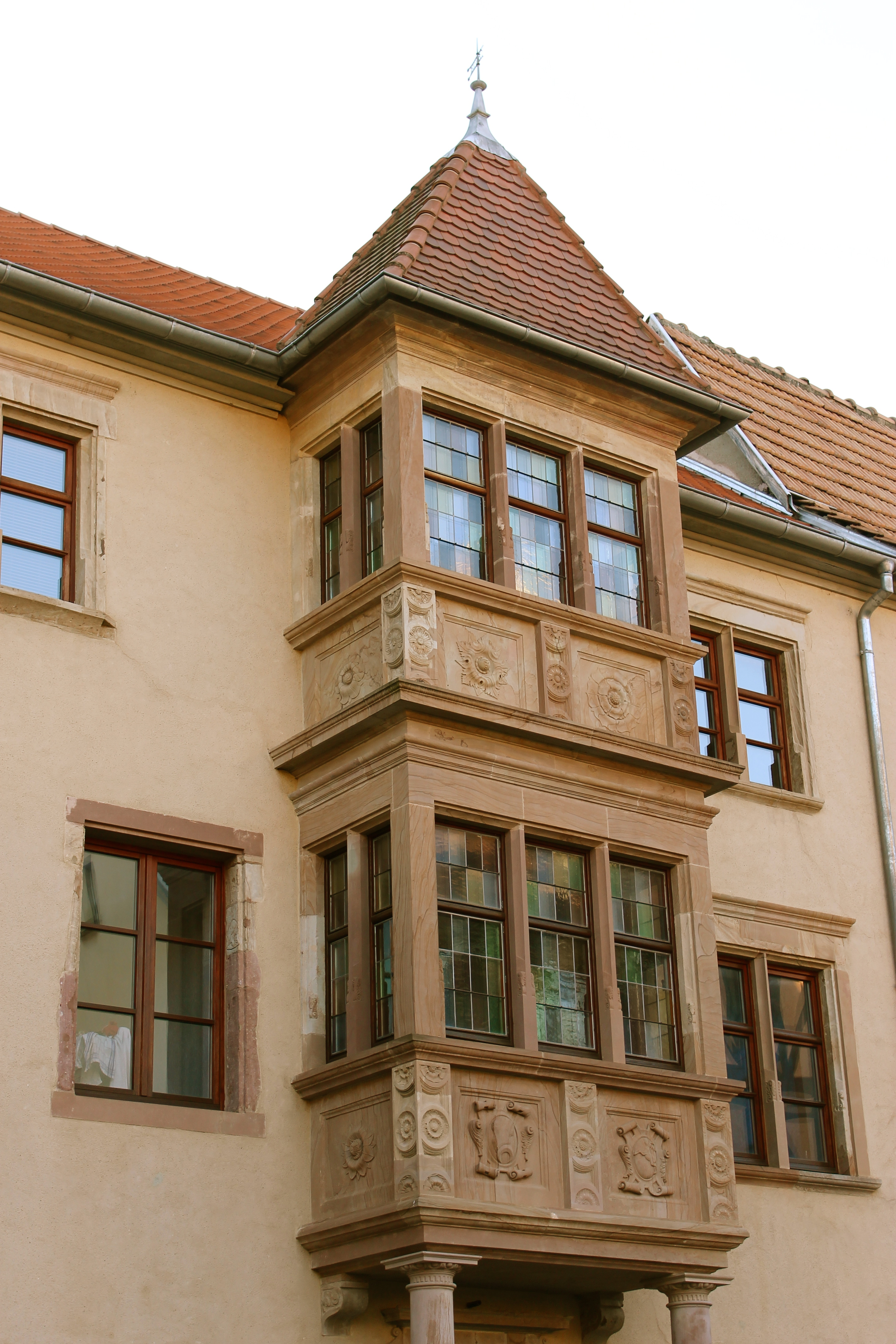
Maison, 4 rue de l'Église.
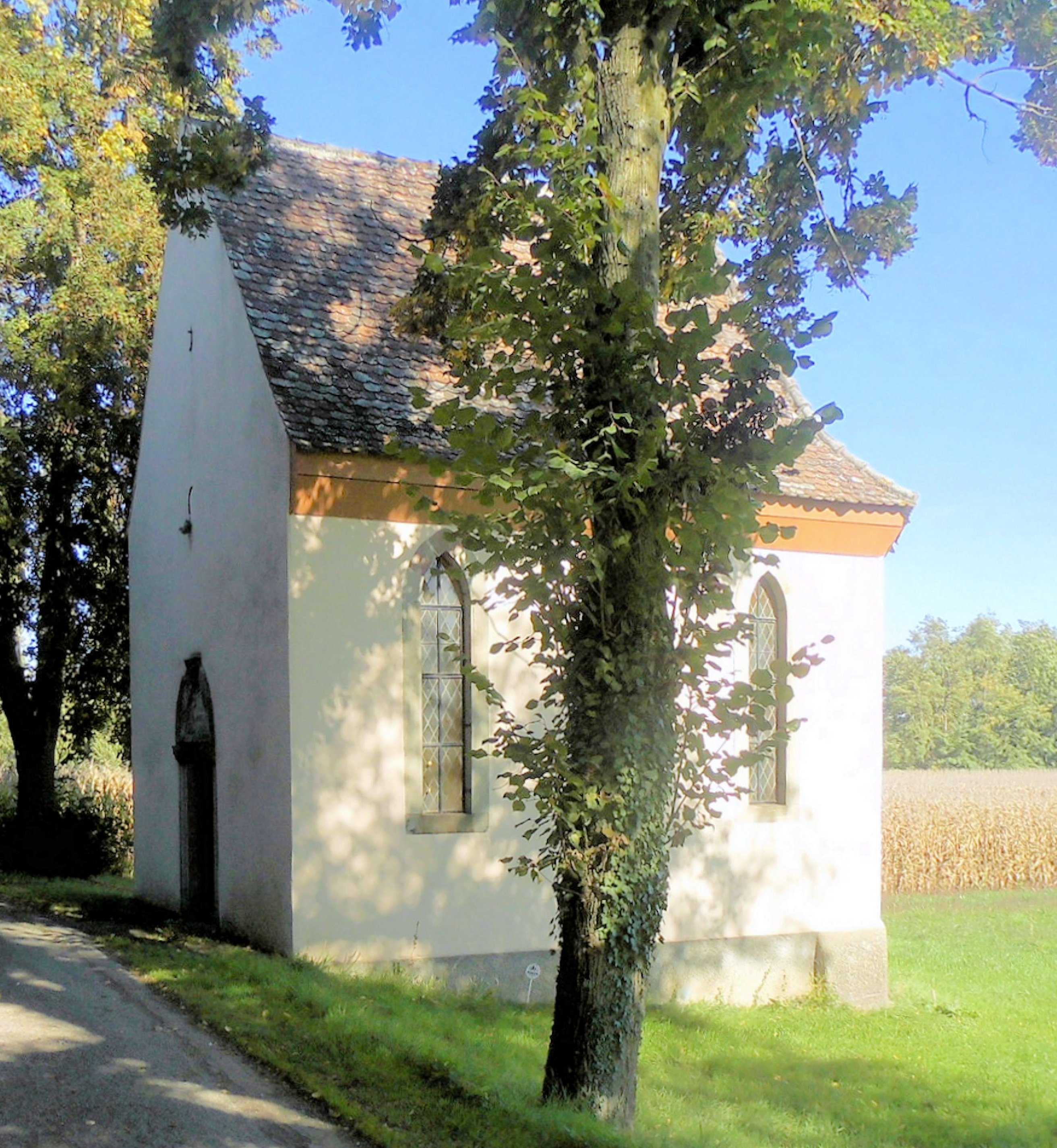
La chapelle Saint-Jean.

Bijoux en or de la sépulture princière (Musée Unterlinden)
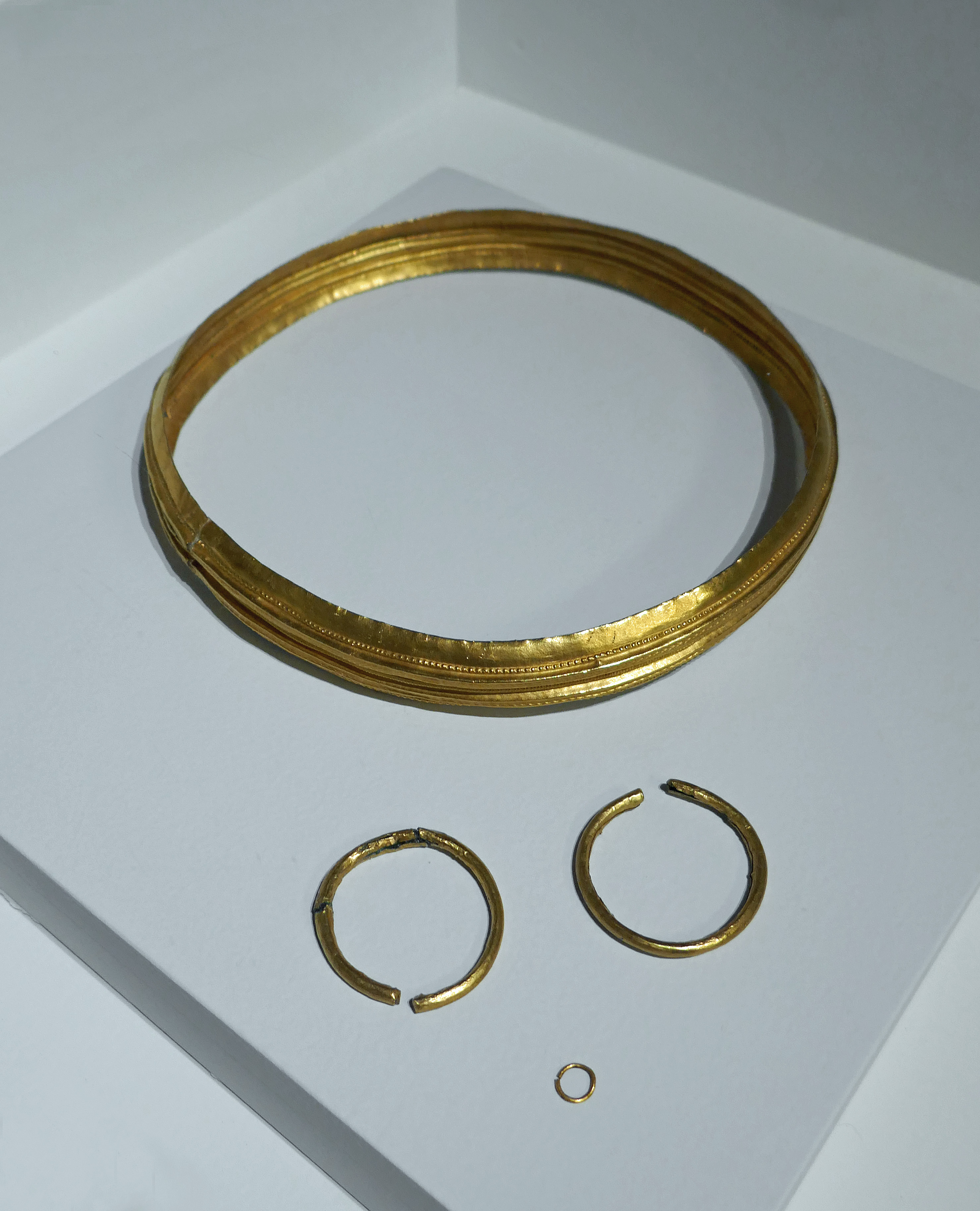
Torque en fine tôle d'or.
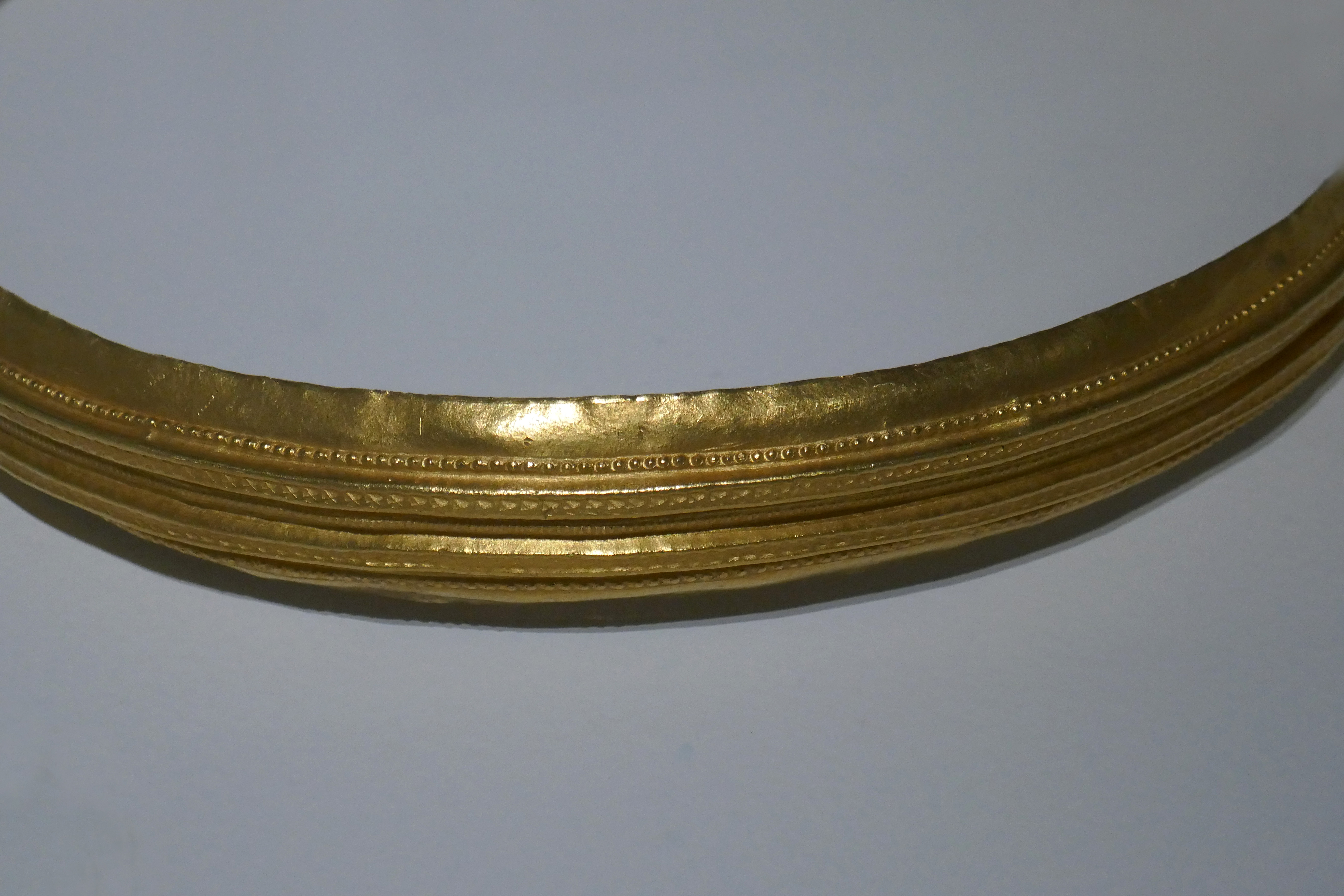
Détail des motifs estampés du torque.
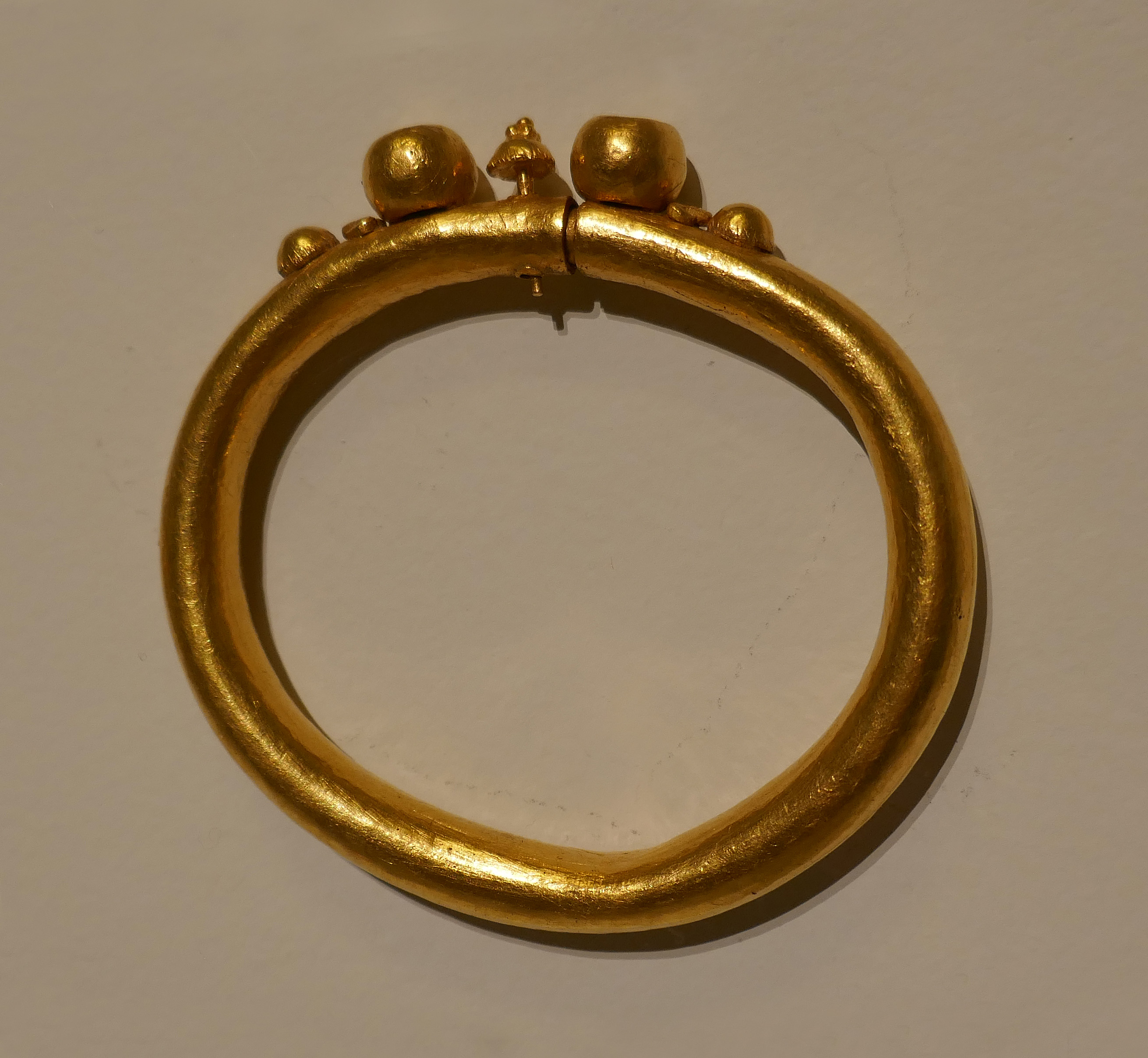
Bracelet lisse à extrémités emboîtées.
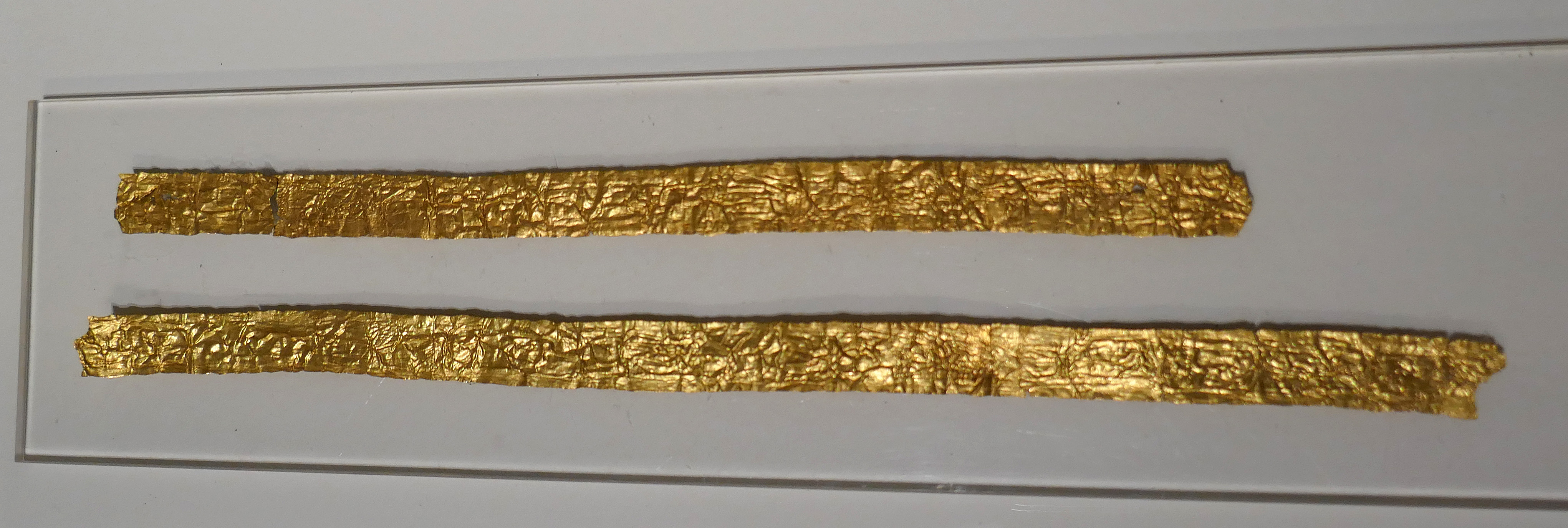
Rubans en tôle d'or servant d'éléments décoratifs.

- Ensisheim dispose du musée de la Régence qui rassemble au sein du Palais de la Régence, qui fut un temps l'hôtel de ville d'Ensisheim[53],[54] (édifice datant du XVIe siècle) un espace archéologique, un espace néolithique et un espace consacré à l'histoire minière.
  - l'espace archéologique présente une collection archéologique qui évoque l’arrivée en Alsace des premières communautés rurales de la civilisation dite de la Céramique rubanée. Originaires d’Europe centrale, elles se sont sédentarisées au sud d’Ensisheim au cours du Ve millénaire av. J.-C. ;
  - l'espace du Néolithique abrite aujourd'hui de nombreux trésors, mais l'un d'eux ne doit rien aux hommes : la formidable météorite, tombée sur le ban de la ville en 1492. Cet astéroïde est le plus ancien dont la chute a été observée, qui est conservé dans le monde occidental. On y trouve également de nombreux objets retraçant l'histoire riche de la ville. Ainsi, du XIIIe au XVIIe siècle, Ensisheim a vu son destin lié à celui des Habsbourg qui en firent la capitale de leurs possessions rhénanes ;
  - l'espace du mineur présente, dans une vaste salle, des documents, des outils et des objets variés qui permettent de découvrir la grande page d’histoire minière qu’Ensisheim a vécue au cours du XXe siècle. Les trois puits, creusés à partir de 1912, permirent la difficile exploitation des couches profondes du gisement de potasse d’Alsace par plus de 1 000 mètres de fond et 50 °C. Les collections présentées, telle que celle des lampes de mineurs, aident à comprendre l’évolution des techniques d’exploitation et illustrent la vie courageuse des hommes qui les mirent en œuvre. Un buste de mineur animé (par mapping) relate son expérience de l'exploitation de la potasse.
  - des tablettes mise à disposition des visiteurs ainsi que des carnets de découverte pour les enfants permettent de compléter et de mieux appréhender la découverte des collections. Des visites guidées sont organisées ponctuellement (et également sur demande).
- La nécropole néolithique d’Ensisheim est l’une des plus importantes de France[55],[56] : 45 sépultures mises au jour, dont une reconstituée au musée, ont livré leurs secrets et permis de mieux connaître la vie quotidienne et les rites funéraires de cette surprenante civilisation. Les plus anciennes céramiques connues en Alsace ont été retrouvées à Ensisheim, ainsi que le crâne d’un homme ayant survécu, il y a 7 000 ans, à une double trépanation. Une prouesse technique à l’époque du silex.
- Le Palais de la Régence[57] accueille tout au long de l'année des manifestations variées et est notamment le lieu d'une bourse mondiale de vente et de rencontre des chasseurs et collectionneurs de météorites.
- L'ancien hôtel de l'Intendant d'Alsace, dit ancienne École des Filles construite au début du XVIIe siècle et résidence du bailli impérial de l'Autriche antérieure. Les façades, toitures et tour d'escalier avec ses portes palières ont été inscrites sur l’inventaire supplémentaire des monuments historiques par arrêté du 19 novembre 1990[58]. Le bâtiment abrite aujourd'hui l'hôtel de ville.
- L'église paroissiale Saint-Martin[59],[60]. Construite de 1857 à 1869, sur l'emplacement de l'ancienne[61],

et son orgue de Martin Rinckenbach de 1897,.
- La chapelle Saint-Jean-Baptiste[64].
- La chapelle Saint-Erhard, actuel temple protestant[65],

et son orgue.
- Monuments commémoratifs et cimetière Saint-Martin[67],[68],[69],[70].
- L'auberge de la Couronne[71], construite en 1609-1610 pour loger les officiers de la Maison d'Autriche en poste à Ensisheim[72],[73].
- La Maison Peschery, 4 rue de l'Église, datée du XVIIe siècle[74],[75],[76].
- Au centre-ville, une promenade balisée (avec contenus multimédias) permet de découvrir de nombreuses bâtisses et restes de fortifications[77],[78],[79] et ainsi de plonger dans l'histoire de la ville[80],[81],[82],[83].
- En pleine ville se trouve la maison centrale d'Ensisheim[84],[85], l'une des six maisons centrales de France (205 places).

## Personnalités liées à la commune
- Meïr de Rothenburg (c. 1215 - 1293), surnommé le Maharam (Morenou HaRav Meïr) de Rothenburg, rabbin et talmudiste, mort dans la prison d'Ensisheim le 2 mai 1293 après une longue captivité.
- Jacques Balde (1603-1668), jésuite et poète latin.
- Léon Boëllmann (1862-1897), organiste et compositeur.
- Charles François de Virot de Sombreuil (1725-1794), gouverneur des Invalides.
- Frédéric Johansen (1972-1992), jeune joueur de football, y est décédé lors d'un accident de voiture.
- Famille de Cointet.
- Katia (1942-1991) et Maurice Krafft (1946-1991), volcanologues.

## Honneurs
L'astéroïde (548032) Ensisheim (it) a été nommé en son honneur.

### Héraldique
| Blason d'Ensisheim | Les armes d'Ensisheim se blasonnent ainsi : « De gueules à la fasce d'argent. » |